# خان الهنود
خان الهنود أحد خانات منطقة جدة التاريخية الواقعة في وسط مدينة جدة غرب المملكة العربية السعودية.